# Бєлов Микола Львович
Микола Львович Бєлов (19 вересня 1974 р., Калінінград, СРСР) — директор «Заводу ім. В. О. Малишева» (2012, 2014—2015).

## Життєпис
У 1996 р. закінчив з відзнакою Вищий учбовий інженерний центр «ІНІКО» (м. Харків) за спеціальністю «менеджмент у виробничій сфері». У 1997 р. закінчив з відзнакою Харківський авіаційний інститут ім. М. Є. Жуковського за спеціальністю «двигунні й енергетичні установки космічних літальних апаратів».
У 2005 році захистив кандидатську дисертацію у Національному аерокосмічному університеті ім. М. Є. Жуковського «ХАІ» (Харків).
У 1997—2003 рр. працював на «Заводі імені В. О. Малишева» на посадах від економіста фінансового відділу економічного управління до помічника генерального директора з маркетингу.
У 2004—2005 рр. — економічний радник директора Авіаційного комунального підприємства «Міжнародний аеропорт Харків».
У 2005—2006 р. — заступник директора з економіки та фінансів «Ізюмського тепловозоремонтного заводу» (м. Ізюм Харківської області).
У 2006—2011 р. працював на «Заводі ім. В. О. Малишева» заступником генерального директора з маркетингу та логістики, заступником генерального директора з маркетингу та зовнішньоекономічних зв'язків, начальником управління маркетингу та зовнішньоекономічних зв'язків.
З червня 2011 р. працював заступником генерального директора з економіки та фінансів Дочірнього підприємства «Чернівцітурист» ПАТ «Укрпрофтур».
З жовтня 2011 по 2012 р. працював комерційним директором «Заводу імені В. О. Малишева», а з грудня 2012 р. — генеральним директором.
З грудня 2012 р. по серпень 2013 р. — радник генерального директора       «Укроборонпрому» у місті Харкові.
У 2013—2014 рр. працював за сумісництвом викладачем у Харківському національному аерокосмічному університеті імені М. Є. Жуковського.
З серпня 2014 р. по червень 2015 р. — генеральний директор «Заводу імені В. О. Малишева».
З липня 2015 р. — заступник директора TOB "НВК «ВК Система» (м. Васильків Київської області) та за сумісництвом — викладач кафедри логістики у Харківському національному аерокосмічному університеті ім. М. Є. Жуковського (ХАІ).
З березня 2018 р. — начальник служби електропостачання Регіональної філії «Південно-Західна залізниця» ПАТ Укрзалізниця.
З жовтня 2018 р. — директор з інформаційних технологій та зв'язку АТ «Харківобленерго».
Нагороджений грамотою Кабінету Міністрів України.